# Eleições legislativas portuguesas de 1983 no distrito de Faro
| Eleições legislativas portuguesas de 1983 Distritos: Aveiro \| Beja \| Braga \| Bragança \| Castelo Branco \| Coimbra \| Évora \| Faro \| Guarda \| Leiria \| Lisboa \| Portalegre \| Porto \| Santarém \| Setúbal \| Viana do Castelo \| Vila Real \| Viseu \| Açores \| Madeira \| Estrangeiro |

## Resultados por Concelho
Os resultados nos concelhos do Distrito de Faro foram os seguintes:

### Albufeira
| Partido                 | Partido                   | Votos  | %               | +/-  |
| ----------------------- | ------------------------- | ------ | --------------- | ---- |
|                         | Partido Socialista        | 4 244  | 43,95 / 100,00  | 9,86 |
|                         | Partido Social Democrata  | 2 860  | 29,62 / 100,00  | -    |
|                         | Aliança Povo Unido        | 1 140  | 11,81 / 100,00  | 0,16 |
|                         | Centro Democrático Social | 750    | 7,77 / 100,00   | -    |
|                         | Outros                    | 374    | 3,88 / 100,00   |      |
| Votos Inválidos         | Votos Inválidos           | 288    | 2,99 / 100,00   | 0,05 |
| Total                   | Total                     | 9 656  | 100,00 / 100,00 |      |
| Eleitorado/Participação | Eleitorado/Participação   | 13 186 | 73,23 / 100,00  | 8,26 |

### Alcoutim
| Partido                 | Partido                           | Votos | %               | +/-  |
| ----------------------- | --------------------------------- | ----- | --------------- | ---- |
|                         | Partido Socialista                | 1 450 | 46,76 / 100,00  | 8,21 |
|                         | Partido Social Democrata          | 714   | 23,02 / 100,00  | -    |
|                         | Aliança Povo Unido                | 543   | 17,51 / 100,00  | 1,60 |
|                         | Centro Democrático Social         | 100   | 3,22 / 100,00   | -    |
|                         | Partido Socialista Revolucionário | 35    | 1,13 / 100,00   | 0,80 |
|                         | Outros                            | 100   | 3,22 / 100,00   |      |
| Votos Inválidos         | Votos Inválidos                   | 159   | 5,12 / 100,00   | 0,41 |
| Total                   | Total                             | 3 101 | 100,00 / 100,00 |      |
| Eleitorado/Participação | Eleitorado/Participação           | 4 466 | 69,44 / 100,00  | 6,37 |

### Aljezur
| Partido                 | Partido                                         | Votos | %               | +/-  |
| ----------------------- | ----------------------------------------------- | ----- | --------------- | ---- |
|                         | Partido Socialista                              | 1 694 | 48,02 / 100,00  | 8,62 |
|                         | Aliança Povo Unido                              | 968   | 27,44 / 100,00  | 1,49 |
|                         | Partido Social Democrata                        | 455   | 12,90 / 100,00  | -    |
|                         | Centro Democrático Social                       | 87    | 2,47 / 100,00   | -    |
|                         | Partido Comunista dos Trabalhadores Portugueses | 43    | 1,22 / 100,00   | 0,15 |
|                         | Partido Socialista Revolucionário               | 36    | 1,02 / 100,00   | 1,28 |
|                         | Outros                                          | 108   | 3,07 / 100,00   |      |
| Votos Inválidos         | Votos Inválidos                                 | 137   | 3,88 / 100,00   | 0,93 |
| Total                   | Total                                           | 3 528 | 100,00 / 100,00 |      |
| Eleitorado/Participação | Eleitorado/Participação                         | 4 579 | 77,05 / 100,00  | 4,65 |

### Castro Marim
| Partido                 | Partido                   | Votos | %               | +/-  |
| ----------------------- | ------------------------- | ----- | --------------- | ---- |
|                         | Partido Socialista        | 2 112 | 53,48 / 100,00  | 9,35 |
|                         | Partido Social Democrata  | 798   | 20,21 / 100,00  | -    |
|                         | Aliança Povo Unido        | 536   | 13,57 / 100,00  | 1,75 |
|                         | Centro Democrático Social | 110   | 2,79 / 100,00   | -    |
|                         | União Democrática Popular | 69    | 1,75 / 100,00   | 1,46 |
|                         | Outros                    | 115   | 2,91 / 100,00   |      |
| Votos Inválidos         | Votos Inválidos           | 209   | 5,29 / 100,00   | 0,45 |
| Total                   | Total                     | 3 949 | 100,00 / 100,00 |      |
| Eleitorado/Participação | Eleitorado/Participação   | 5 497 | 71,84 / 100,00  | 5,18 |

### Faro
| Partido                 | Partido                   | Votos  | %               | +/-  |
| ----------------------- | ------------------------- | ------ | --------------- | ---- |
|                         | Partido Socialista        | 10 591 | 38,42 / 100,00  | 8,34 |
|                         | Partido Social Democrata  | 7 290  | 26,44 / 100,00  | -    |
|                         | Aliança Povo Unido        | 5 693  | 20,65 / 100,00  | 0,88 |
|                         | Centro Democrático Social | 2 185  | 7,93 / 100,00   | -    |
|                         | Outros                    | 1 029  | 3,74 / 100,00   |      |
| Votos Inválidos         | Votos Inválidos           | 780    | 2,83 / 100,00   | 0,27 |
| Total                   | Total                     | 27 568 | 100,00 / 100,00 |      |
| Eleitorado/Participação | Eleitorado/Participação   | 35 508 | 77,64 / 100,00  | 8,03 |

### Lagoa
| Partido                 | Partido                           | Votos  | %               | +/-  |
| ----------------------- | --------------------------------- | ------ | --------------- | ---- |
|                         | Partido Socialista                | 4 220  | 45,69 / 100,00  | 7,05 |
|                         | Aliança Povo Unido                | 1 815  | 19,65 / 100,00  | 3,66 |
|                         | Partido Social Democrata          | 1 719  | 18,61 / 100,00  | -    |
|                         | Centro Democrático Social         | 732    | 7,93 / 100,00   | -    |
|                         | União Democrática Popular         | 96     | 1,04 / 100,00   | 0,85 |
|                         | Partido Socialista Revolucionário | 96     | 1,04 / 100,00   | 0,93 |
|                         | Outros                            | 223    | 2,41 / 100,00   |      |
| Votos Inválidos         | Votos Inválidos                   | 335    | 3,62 / 100,00   | 0,20 |
| Total                   | Total                             | 9 236  | 100,00 / 100,00 |      |
| Eleitorado/Participação | Eleitorado/Participação           | 11 386 | 81,12 / 100,00  | 5,96 |

### Lagos
| Partido                 | Partido                   | Votos  | %               | +/-   |
| ----------------------- | ------------------------- | ------ | --------------- | ----- |
|                         | Partido Socialista        | 5 828  | 46,13 / 100,00  | 10,70 |
|                         | Aliança Povo Unido        | 2 855  | 22,60 / 100,00  | 0,52  |
|                         | Partido Social Democrata  | 1 919  | 15,19 / 100,00  | -     |
|                         | Centro Democrático Social | 968    | 7,66 / 100,00   | -     |
|                         | União Democrática Popular | 241    | 1,91 / 100,00   | 0,42  |
|                         | Outros                    | 433    | 3,42 / 100,00   |       |
| Votos Inválidos         | Votos Inválidos           | 391    | 3,09 / 100,00   | 0,13  |
| Total                   | Total                     | 12 635 | 100,00 / 100,00 |       |
| Eleitorado/Participação | Eleitorado/Participação   | 15 606 | 80,96 / 100,00  | 4,90  |

### Loulé
| Partido                 | Partido                   | Votos  | %               | +/-  |
| ----------------------- | ------------------------- | ------ | --------------- | ---- |
|                         | Partido Socialista        | 9 919  | 38,30 / 100,00  | 8,68 |
|                         | Partido Social Democrata  | 8 958  | 34,59 / 100,00  | -    |
|                         | Aliança Povo Unido        | 3 056  | 11,80 / 100,00  | 1,07 |
|                         | Centro Democrático Social | 1 909  | 7,37 / 100,00   | -    |
|                         | Outros                    | 1 112  | 4,30 / 100,00   |      |
| Votos Inválidos         | Votos Inválidos           | 942    | 3,64 / 100,00   | 0,29 |
| Total                   | Total                     | 25 896 | 100,00 / 100,00 |      |
| Eleitorado/Participação | Eleitorado/Participação   | 34 152 | 75,83 / 100,00  | 6,60 |

### Monchique
| Partido                 | Partido                   | Votos | %               | +/-   |
| ----------------------- | ------------------------- | ----- | --------------- | ----- |
|                         | Partido Socialista        | 2 512 | 41,52 / 100,00  | 12,85 |
|                         | Partido Social Democrata  | 1 887 | 31,19 / 100,00  | -     |
|                         | Aliança Povo Unido        | 765   | 12,64 / 100,00  | 0,36  |
|                         | Centro Democrático Social | 423   | 6,99 / 100,00   | -     |
|                         | Outros                    | 242   | 4,01 / 100,00   |       |
| Votos Inválidos         | Votos Inválidos           | 221   | 3,65 / 100,00   | 0,41  |
| Total                   | Total                     | 6 050 | 100,00 / 100,00 |       |
| Eleitorado/Participação | Eleitorado/Participação   | 8 009 | 75,54 / 100,00  | 8,35  |

### Olhão
| Partido                 | Partido                                         | Votos  | %               | +/-  |
| ----------------------- | ----------------------------------------------- | ------ | --------------- | ---- |
|                         | Partido Socialista                              | 9 405  | 48,20 / 100,00  | 7,88 |
|                         | Partido Social Democrata                        | 3 817  | 19,56 / 100,00  | -    |
|                         | Aliança Povo Unido                              | 3 023  | 15,49 / 100,00  | 3,58 |
|                         | Centro Democrático Social                       | 1 691  | 8,67 / 100,00   | -    |
|                         | Partido Comunista dos Trabalhadores Portugueses | 235    | 1,20 / 100,00   | 0,64 |
|                         | Outros                                          | 682    | 3,49 / 100,00   |      |
| Votos Inválidos         | Votos Inválidos                                 | 660    | 3,39 / 100,00   | 0,30 |
| Total                   | Total                                           | 19 513 | 100,00 / 100,00 |      |
| Eleitorado/Participação | Eleitorado/Participação                         | 25 716 | 75,88 / 100,00  | 6,51 |

### Portimão
| Partido                 | Partido                   | Votos  | %               | +/-  |
| ----------------------- | ------------------------- | ------ | --------------- | ---- |
|                         | Partido Socialista        | 10 251 | 46,46 / 100,00  | 6,15 |
|                         | Aliança Povo Unido        | 4 327  | 19,61 / 100,00  | 3,34 |
|                         | Partido Social Democrata  | 3 962  | 17,96 / 100,00  | -    |
|                         | Centro Democrático Social | 1 894  | 8,58 / 100,00   | -    |
|                         | União Democrática Popular | 298    | 1,35 / 100,00   | 0,73 |
|                         | Outros                    | 648    | 2,95 / 100,00   |      |
| Votos Inválidos         | Votos Inválidos           | 683    | 3,09 / 100,00   | 0,51 |
| Total                   | Total                     | 22 063 | 100,00 / 100,00 |      |
| Eleitorado/Participação | Eleitorado/Participação   | 27 317 | 80,77 / 100,00  | 6,11 |

### São Brás de Alportel
| Partido                 | Partido                   | Votos | %               | +/-  |
| ----------------------- | ------------------------- | ----- | --------------- | ---- |
|                         | Partido Socialista        | 1 921 | 43,26 / 100,00  | 7,62 |
|                         | Partido Social Democrata  | 1 339 | 30,15 / 100,00  | -    |
|                         | Aliança Povo Unido        | 676   | 15,22 / 100,00  | 2,04 |
|                         | Centro Democrático Social | 219   | 4,93 / 100,00   | -    |
|                         | Outros                    | 152   | 3,44 / 100,00   |      |
| Votos Inválidos         | Votos Inválidos           | 134   | 3,02 / 100,00   | 0,12 |
| Total                   | Total                     | 4 441 | 100,00 / 100,00 |      |
| Eleitorado/Participação | Eleitorado/Participação   | 6 020 | 73,77 / 100,00  | 6,83 |

### Silves
| Partido                 | Partido                   | Votos  | %               | +/-  |
| ----------------------- | ------------------------- | ------ | --------------- | ---- |
|                         | Partido Socialista        | 7 868  | 40,39 / 100,00  | 7,55 |
|                         | Aliança Povo Unido        | 4 977  | 25,55 / 100,00  | 2,34 |
|                         | Partido Social Democrata  | 3 869  | 19,86 / 100,00  | -    |
|                         | Centro Democrático Social | 1 247  | 6,40 / 100,00   | -    |
|                         | União Democrática Popular | 209    | 1,07 / 100,00   | 0,72 |
|                         | Outros                    | 650    | 3,34 / 100,00   |      |
| Votos Inválidos         | Votos Inválidos           | 661    | 3,39 / 100,00   | 0,08 |
| Total                   | Total                     | 19 481 | 100,00 / 100,00 |      |
| Eleitorado/Participação | Eleitorado/Participação   | 24 742 | 78,74 / 100,00  | 5,82 |

### Tavira
| Partido                 | Partido                   | Votos  | %               | +/-  |
| ----------------------- | ------------------------- | ------ | --------------- | ---- |
|                         | Partido Socialista        | 6 378  | 46,79 / 100,00  | 9,64 |
|                         | Partido Social Democrata  | 2 991  | 21,94 / 100,00  | -    |
|                         | Aliança Povo Unido        | 1 533  | 11,25 / 100,00  | 1,19 |
|                         | Centro Democrático Social | 1 383  | 10,15 / 100,00  | -    |
|                         | União Democrática Popular | 269    | 1,97 / 100,00   | 0,89 |
|                         | Outros                    | 516    | 3,78 / 100,00   |      |
| Votos Inválidos         | Votos Inválidos           | 562    | 4,12 / 100,00   | 0,51 |
| Total                   | Total                     | 13 632 | 100,00 / 100,00 |      |
| Eleitorado/Participação | Eleitorado/Participação   | 19 052 | 71,55 / 100,00  | 6,13 |

### Vila do Bispo
| Partido                 | Partido                   | Votos | %               | +/-   |
| ----------------------- | ------------------------- | ----- | --------------- | ----- |
|                         | Partido Socialista        | 1 493 | 44,34 / 100,00  | 10,97 |
|                         | Aliança Povo Unido        | 971   | 28,84 / 100,00  | 7,02  |
|                         | Partido Social Democrata  | 458   | 13,60 / 100,00  | -     |
|                         | Centro Democrático Social | 125   | 3,71 / 100,00   | -     |
|                         | União Democrática Popular | 84    | 2,49 / 100,00   | 1,60  |
|                         | Outros                    | 98    | 2,92 / 100,00   |       |
| Votos Inválidos         | Votos Inválidos           | 138   | 4,10 / 100,00   | 0,38  |
| Total                   | Total                     | 3 367 | 100,00 / 100,00 |       |
| Eleitorado/Participação | Eleitorado/Participação   | 4 311 | 78,10 / 100,00  | 1,61  |

### Vila Real de Santo António
| Partido                 | Partido                   | Votos  | %               | +/-  |
| ----------------------- | ------------------------- | ------ | --------------- | ---- |
|                         | Partido Socialista        | 3 554  | 36,30 / 100,00  | 4,89 |
|                         | Aliança Povo Unido        | 3 364  | 34,36 / 100,00  | 2,56 |
|                         | Partido Social Democrata  | 1 679  | 17,15 / 100,00  | -    |
|                         | Centro Democrático Social | 473    | 4,83 / 100,00   | -    |
|                         | União Democrática Popular | 170    | 1,74 / 100,00   | 1,15 |
|                         | Outros                    | 251    | 2,56 / 100,00   |      |
| Votos Inválidos         | Votos Inválidos           | 299    | 3,05 / 100,00   | 0,55 |
| Total                   | Total                     | 9 790  | 100,00 / 100,00 |      |
| Eleitorado/Participação | Eleitorado/Participação   | 12 200 | 80,25 / 100,00  | 4,29 |